# Riblja čorba
Riblja čorba (serb. Рибља чорба) – serbski zespół hardrockowy założony w 1978 roku w Jugosławii.

## Historia
Zespół został oficjalnie założony 15 sierpnia 1978 roku w Belgradzie przez Borisava „Borę” Đorđevicia (Djordjevicia) (wokal, gitara akustyczna). Pierwszy skład grupy, oprócz założyciela, tworzyli: Miša Aleksić (gitara basowa), Miroslav "Vicko" Milatović (perkusja) i Rajko Kojić (gitara). 22 grudnia 1978 roku ukazał się pierwszy singiel zespołu Lutka sa naslovne strane / On i njegov BMW. Debiutancki krążek Kost u grlu został bardzo dobrze przyjęty przez krytykę i fanów. Od momentu powstania zespół zyskał dużą popularność, szczególnie w Serbii. 29 listopada 2020 roku wskutek komplikacji wywołanych koronawirusem  SARS-CoV-2, wywołującym chorobę COVID-19 zmarł jeden z założycieli zespołu – Miroslav „Miša” Aleksić.
4 września 2024 w Lublanie z powodów problemów z płucami zmarł jeden z założycieli zespołu Borisav Đorđevic.

## Dyskografia

### Albumy studyjne
- Kost u grlu (PGP RTB, 1979)
- Pokvarena mašta i prljave strasti (PGP RTB, 1981)
- Mrtva priroda (PGP RTB, 1981)
- Buvlja pijaca (PGP RTB, 1982)
- Večeras vas zabavljaju muzičari koji piju (Jugoton, 1984)
- Istina (PGP RTB, 1985)
- Osmi nervni slom (PGP RTB, 1986)
- Ujed za dušu (PGP RTB, 1987)
- Priča o ljubavi obično ugnjavi (PGP RTB, 1988)
- Koza nostra (PGP RTB, 1990)
- Labudova pesma (Samy, 1992)
- Zbogom Srbijo (WIT, 1993)
- Ostalo je ćutanje (WIT, 1996)
- Nojeva Barka (Hi-Fi Centar, 1999)
- Pišanje uz vetar (Hi-Fi Centar, 2001)
- Ovde (Hi-Fi Centar, 2003)
- Minut sa njom (City Records, 2009)
- Uzbuna! (Fidbox, 2011)
- Da tebe nije (City Records, 2019)

### Albumy koncertowe
- U ime naroda (PGP RTB, 1982)
- Nema laži,nema prevare, uživo Zagreb (PGP RTS, 1985)
- Od Vardara pa do Triglava (PGP RTS, 1988)
- Beograd, uživo '97 – 1 (Hi-Fi Centar, 1997)
- Beograd, uživo '97 – 2 (Hi-Fi Centar, 1997)
- Gladijatori u Bg Areni (City Records, 2007)
- Niko nema ovakve ljude! (City Records, 2010)
- Koncert za brigadire (Uživo Đerdap '85) (RTVSP, 2011)
- Čorba se čuje i bez struje! (M Factory, 2015)

### Kompilacje
- The Best Of Riblja čorba (Fish Dish) (PGP RTB, 1991)
- Najbolje (PGP RTS, 1995)
- Bolje od najboljeg (PGP RTS, 1996)
- Treći srpski ustanak (Gosel Production, 1997)
- 19 Najvećih Hitova (Hi-Fi Centar, 2005)

### EP
- Radio Emisija (PGP RTB, 1981)
- 10 (PGP RTB, 1987)
- Triologija - 1 - Nevinost bez zaštite (M-Factory, 2005)
- Triologija - 2 - Devičanska ostrva (M-Factory, 2006)
- Triologija - 3 - Ambasadori loše volje (M-Factory, 2006)

### Single
- Lutka sa naslovne strane / On i njegov BMW (PGP RTB, 1978)
- Rokenrol za kućni savet / Valentino iz restorana (PGP RTB, 1979)
- Nazad u veliki prljavi grad / Mirno spavaj (PGP RTB, 1980)
- Nesrećnice, nije te sramota / Zašto kuče arlauče (PGP RTB, 1987)